# Ординатор (2-й сезон)
Второй сезон американского телесериала «Ординатор» премьера которого состоялась на канале FOX 24 сентября 2018 года, а заключительная серия сезона вышла 6 мая 2019 года. Сезон состоит из 23 эпизодов.

## Сюжет
Сериал рассказывает о молодом интерне с идеалистическими взглядами на жизнь, который начинает работать под началом блестящего ординатора. Со временем главный герой понимает, что не всё так просто, и в его работе есть сотни нюансов, на которые невозможно закрыть глаза.

## В ролях

### Основной состав
- Мэтт Зукри — доктор Конрад Хокинс, старший ординатор
- Эмили Ванкэмп — Николетт «Ник» Невин, медсестра
- Маниш Дайал — доктор Девон Правеш
- Шонетт Рене Уилсон — доктор Мина Окафор
- Брюс Гринвуд — доктор Рэндольф Белл, заведующий хирургией
- Джейн Ливз - доктор Китт Восс
- Гленн Моршауэр - Маршалл Уинтроп
- Малькольм-Джамал Уорнер - Доктор Эй Джей Остин

## Эпизоды
| № общий | № в сезоне | Название                                                   | Режиссёр             | Автор сценария                                     | Дата премьеры    | Произв. код | Зрители в США (млн) |
| --- | ---------- | ---------------------------------------------------------- | -------------------- | -------------------------------------------------- | ---------------- | ----------- | ------------------- |
| 15 | 1          | «00:42:30» «42 минуты 30 секунд»                           | Роб Корн             | Элизабет Клавитер & Тодд Хэрсан                    | 24 сентября 2018 | 201         | 4.88                |
| 16 | 2          | «The Prince & the Pauper» «Принц и нищий»                  | Николь Рубио         | Эми Холден Джонс & Эндрю Чэпман                    | 1 октября 2018   | 202         | 4.88                |
| 17 | 3          | «Three Words» «Три слова»                                  | Пол Маккрейн         | Марки Джексон                                      | 8 октября 2018   | 203         | 4.92                |
| Ник и Конрад размышляют о своем прошлом, когда они объединяются, чтобы поставить диагноз счастливым мужу и жене, которые оба попадают в больницу с таинственными симптомами. Белл и Маршалл сталкиваются лбами во время рабочей поездки, когда их беспощадная деловая тактика не совпадает. Тем временем Эй-Джей отклоняет просьбу Белла, несмотря на предупреждение Мины, Девон продолжает тяготеть к представителю медицинского оборудования Джулиану, а персонал готовится к трехлетнему юбилею Конрада в Честейн. |            |                                                            |                      |                                                    |                  |             |                     |
| 18 | 4          | «About Time» «Как раз вовремя»                             | Джиари МакЛеод       | Марк Халсли                                        | 15 октября 2018  | 204         | 4.68                |
| Честейн наводнен посетителями концертов, когда давка на территории музыкального фестиваля оставляет многих нуждающимися в врачах. Пока Конрад и Ник мчатся на помощь Джошу Робинсону, профессиональному гиду-приключенцу с длинным списком предыдущих травм, Девон работает с музыкантом, который клянется, что он трезв, хотя его токсикологический отчет говорит об обратном. Тем временем Белл мутит воду, когда уважаемый хирург-ортопед больницы, доктор Кит Восс, требует лучшего ординатора, Джулиан работает над тем, чтобы расположить своего босса к Беллу, а Уинтроп продолжает убеждать Конрада в том, что он изменился. |            |                                                            |                      |                                                    |                  |             |                     |
| 19 | 5          | «The Germ» «Зародыш»                                       | Янн Тернер           | Элизабет Клавитер & Джен Клейн                     | 22 октября 2018  | 205         | 4.78                |
| 20 | 6          | «Nightmares» «Страшный сон»                                | Дэвид Крэбтри        | Эндрю Чэпман & Тодд Хэрсан                         | 29 октября 2018  | 206         | 4.97                |
| 21 | 7          | «Trial & Error» «Проба и ошибка»                           | Роб Дж. Гринли       | Крис Бессауниан & Тиана Лэнгхэм                    | 5 ноября 2018    | 207         | 4.93                |
| 22 | 8          | «Heart in a Box» «Сердце в коробке»                        | Джеймс Уитмор мл.    | Джошуа Троук & Марки Джексон                       | 19 ноября 2018   | 208         | 4.41                |
| 23 | 9          | «The Dance» «Танец»                                        | Роб Корн             | Эми Холден Джонс & Эндрю Чэпман                    | 26 ноября 2018   | 209         | 5.09                |
| 24 | 10         | «After the Fall» «После падения»                           | Эдвард Орнелас       | Джен Клейн & Марк Халсли                           | 14 января 2019   | 210         | 5.51                |
| 25 | 11         | «Operator Error» «Операторская ошибка»                     | Тимоти А. Гуд        | Эмили Прессли & Элизабет Клавитер                  | 21 января 2019   | 211         | 5.38                |
| 26 | 12         | «Fear Finds A Way» «Страх находит выход»                   | Бронуэн Хьюз         | Майкл Нотариле & Тодд Хартан                       | 28 января 2019   | 212         | 5.28                |
| 27 | 13         | «Virtually Impossible» «Фактически невозможный»            | Валери Уайсс         | Эрик Лу & Эми Холден Джонс                         | 4 февраля 2019   | 213         | 5.42                |
| 28 | 14         | «Stupid Things in the Name of Sex» «Глупости во имя секса» | Дэвид Крэбтри        | Джен Клейн                                         | 11 февраля 2019  | 214         | 5.24                |
| 29 | 15         | «Queens» «Квинс»                                           | Джон Броуили         | Дженни Дейкер                                      | 18 февраля 2019  | 215         | 5.13                |
| 30 | 16         | «Adverse Events» «Неблагоприятные явления»                 | Бронуэн Хьюз         | Марк Халсли                                        | 4 марта 2019     | 216         | 5.12                |
| 31 | 17         | «Betrayal» «Предательство»                                 | Роберт Данкан Макнил | Эндрю Чэпман                                       | 18 марта 2019    | 217         | 5.15                |
| 32 | 18         | «Emergency Contact» «Экстренный контакт»                   | Сатья Баба           | Майкл Нотариле & Марки Джексон                     | 25 марта 2019    | 218         | 4.97                |
| 33 | 19         | «Snowed In» «Засыпало снегом»                              | Келли Уильямс        | Даниэла Ламас & Эрик Лу                            | 1 апреля 2019    | 219         | 5.28                |
| 34 | 20         | «If Not Now, When?» «Если не сейчас, то когда?»            | Роб Корн             | Тиана Лэнгхэм & Эми Холден Джонс & Крис Бессауниан | 15 апреля 2019   | 220         | 4.55                |
| 35 | 21         | «Stuck as Foretold» «Застрял, как и было предсказано»      | Пол Маккрейн         | Джошуа Троук & Джен Клейн                          | 22 апреля 2019   | 221         | 4.85                |
| 36 | 22         | «Broker and Broker» «Брокер и брокер»                      | Янн Тернер           | Элизабет Клавитер & Тодд Хэрсан                    | 29 апреля 2019   | 222         | 5.16                |
| 37 | 23         | «The Unbefriended» «Незащищенный»                          | Роб Корн             | Эми Холден Джонс & Эндрю Чэпман                    | 6 мая 2019       | 223         | 5.01                |